# Topographie des Terrors

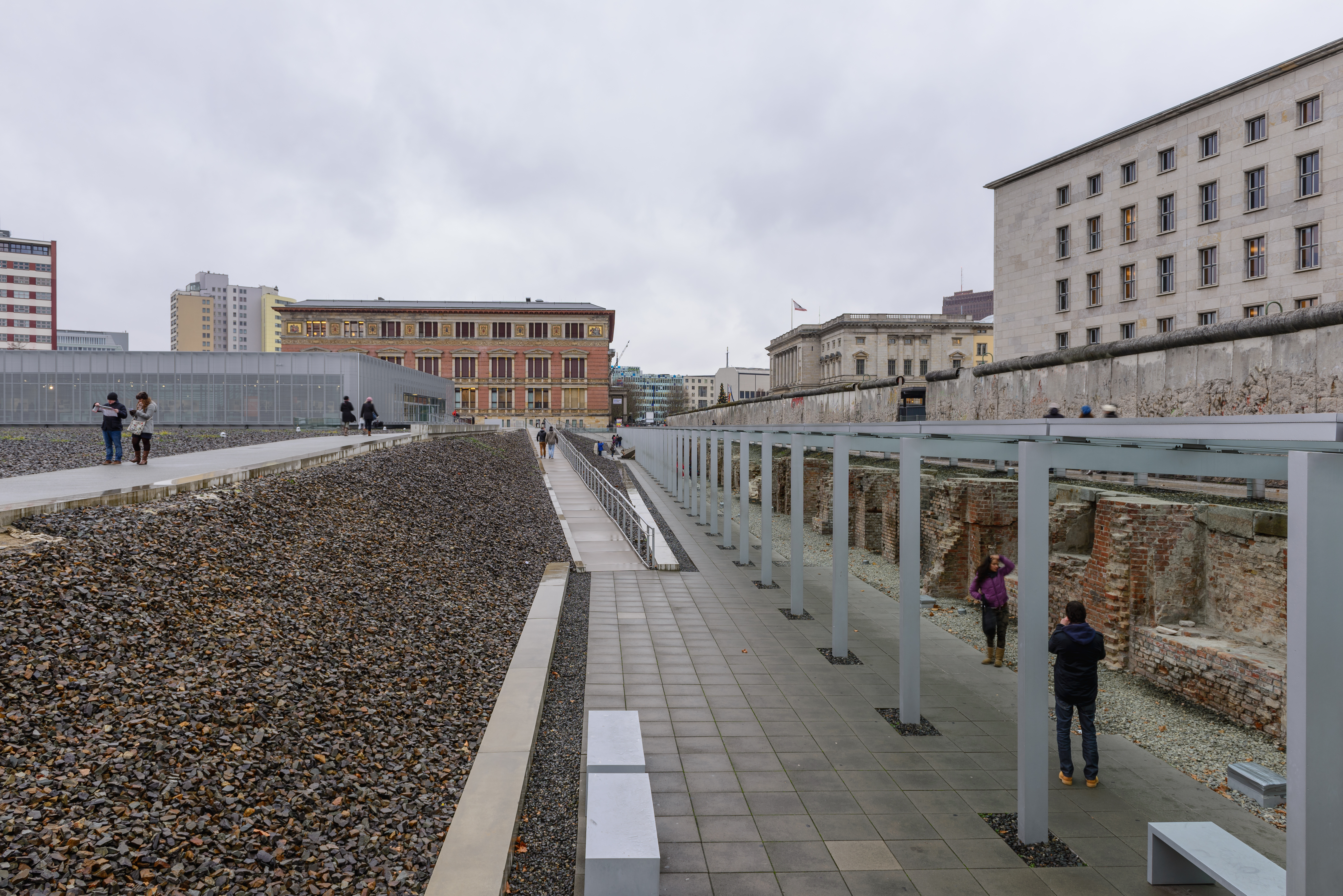
Museets tomt med museibyggnaden till vänster och utomhusutställningen med resterna av källaren till den forna Gestapobyggnaden och ett bevarat avsnitt av Berlinmuren till höger.

Topographie des Terrors ("Terrorns topografi" på svenska) är ett museum i Kreuzberg i Berlin som dokumenterar nazismens brott före och under andra världskriget. Det är beläget på Niederkirchnerstrasse 8 i det kvarter kring dåvarande Prinz-Albrecht-Palais där Gestapo  och SS hade sina högkvarter. Sedan maj 2010 finns museet i en permanent utställningslokal med en tillhörande utomhusutställning. På museets tomt finns även en sektion av Berlinmuren bevarad.

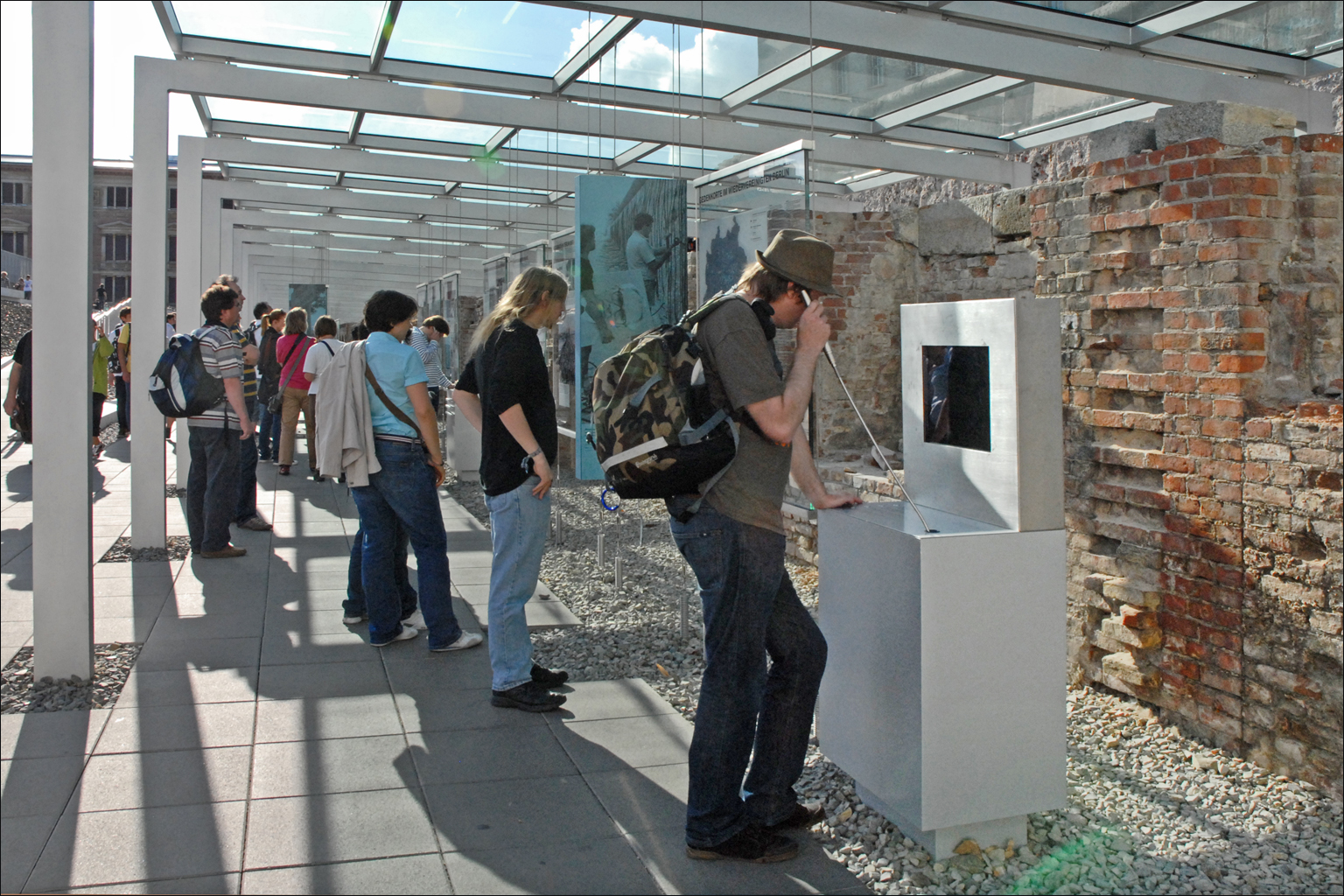
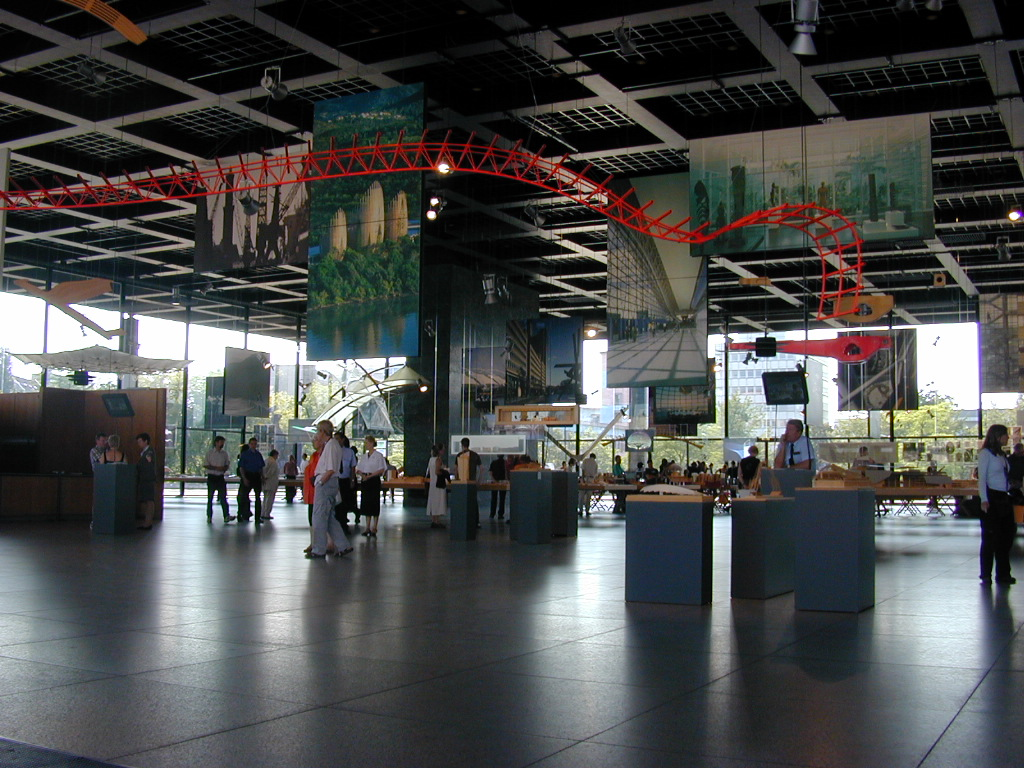
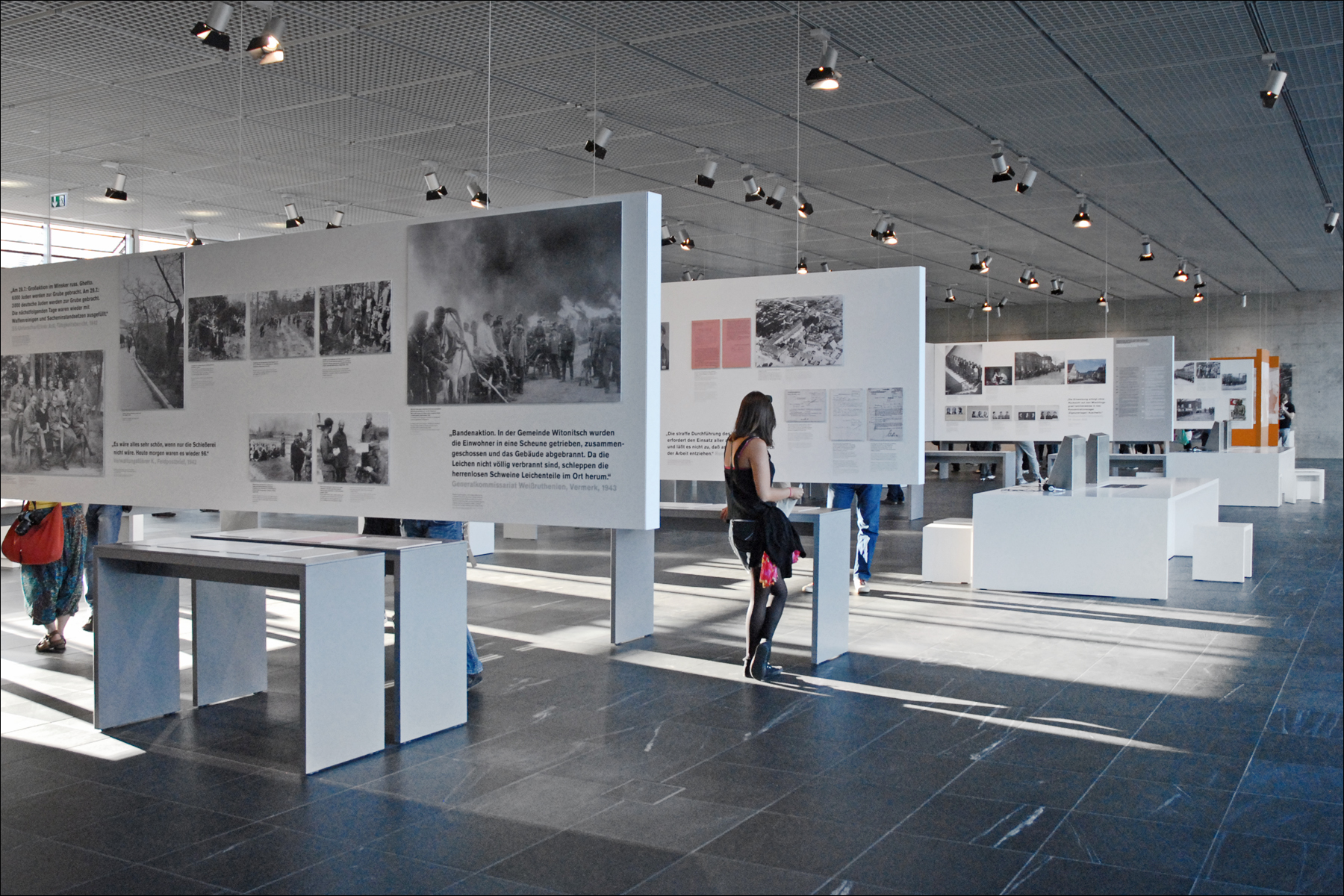

Topograhie des Terrors drivs av en stiftelse med syftet att tillhandahålla historisk information om nationalsocialismen och dess brott mot de mänskliga rättigheterna, samt att stimulera konfrontation med dess aktiviteter efter andra världskrigets slut 1945. Stiftelsen är också rådgivare till de tyska delstaterna Berlin och Brandenburg i dylika frågor.